# Thân vương quốc Pereyaslavl
Thân vương quốc Pereyaslavl (tiếng Ukraina: Переяславське князівство) là một thân vương quốc khu vực của Kiev Rus' từ cuối thế kỷ thứ IX cho đến năm 1323, có thủ sở tại thành phố Pereyaslavl (nay là Pereiaslav) trên sông Trubizh.
Pereyaslavl thường được quản lý bởi các con trai thứ của Đại công tước xứ Kiev. Nó trải dài trên một lãnh thổ rộng lớn từ tả ngạn của trung lưu sông Dnepr ở phía Tây đến biên giới phía Đông của nó nằm cách Seversky Donets không xa về phía Tây, nơi có lẽ có thành phố Sharuk(h)an huyền thoại của người Cuman.

## Lịch sử
Biên niên sử chính yếu xác định ngày thành lập thành phố Pereyaslavl' là năm 992; bằng chứng khảo cổ học cho thấy nó được thành lập không lâu sau mốc này. Trong những ngày đầu thành lập, Pereyaslavl' là một trong những thành phố quan trọng ở Kiev Rus', sau thủ đô Thân vương quốc Chernigov và Kiev. Thành phố tọa lạc tại một khúc sông cạn nơi Vladimir Vĩ đại đã chiến đấu chống lại người Pecheneg du mục.
Thân vương quốc có thể được coi là một lãnh địa bán độc lập từ tài sản thừa kế của các con trai của Yaroslav Thông thái, khi Sviatoslav nhận Chernigov, Vsevolod nhận Pereyaslavl, Smolensk cho Viacheslav và Volodymyr cho Igor. Biên niên sử chính yếu tường thuật rằng vào năm 988 Vladimir giao các vùng đất phía bắc (sau đó liên kết với Pereyaslavl) cho Yaroslav.
Pereyaslavl bị quân Mông Cổ tàn phá vào tháng 3 năm 1239.